# Vivre ensemble la pouponnière de Mbour
 (juin 2016).
Vivre Ensemble la Pouponnière de Mbour au Sénégal est une association de solidarité internationale française reconnue d'intérêt général fondée en 2002 par Michèle Buron-Millet.
Elle a pour objectif l'accueil et la prise en charge de bébés et enfants en danger au Sénégal.

## Historique
Michèle Buron-Millet a fondé l'association en 2002, à l'issue de l'organisation d'un séjour de rupture avec l'association Vivre Ensemble Madesahel,. Pour rendre au Sénégal le bénéfice apporté aux jeunes du séjour de rupture, et devant la détresse de certaines familles, elle crée la Pouponnière.
La Pouponnière a connu des difficultés financières en 2015, le séjour de rupture ayant connu une baisse de fréquentation en raison de la crise Ebola et des difficultés géopolitiques de l'Afrique de l' Ouest. Elle se relève progressivement en cherchant à diversifier ses partenariats et sources de financements.

## Missions et Actions

### Missions
- Protection de l'enfance
- Adoptions: Certains enfants de la Pouponnière sont orphelins ou déclarés abandonnés et sont donc adoptables. Cependant, les adoptions internationales, avec la France notamment, sont pour l'instant suspendues jusqu'à nouvel ordre[5].

### Actions
La Pouponnière accueille des bébés pour la plupart orphelins de mère et dont la famille ne peut s'occuper. Le juge pour enfants décide alors de placer à la Pouponnière de manière provisoire, jusqu'à ce que la famille puisse l'accueillir dans de bonnes conditions.

## Partenaires
Des associations partenaires soutiennent la Pouponnière et sont indispensables à son bon fonctionnement,,,,,,.
Certaines entreprises ou personnalités sont aussi investies de manière plus ponctuelles,,,,,,.
Des associations de politiciens font parfois des dons, mais la convention initiale de la Pouponnière ne prévoit pas d'aide de l'état.